# Teoria das variáveis regionalizadas
A teoria das variáveis regionalizadas foi primeiramente proposta por Georges Matheron no ano de 1965. Esses tipos de variáveis tentam caracterizar os fenômenos que apresentam uma distribuição no espaço como variáveis que dependam de um valor e da sua posição espacial.
Para essa caracterização é utilizado o conceito de variáveis aleatórias (z) que assumem um atributo numérico com certa distribuição de probabilidade e função aleatória (Z) definida por:
- Localmente, Z(xi) é uma variável aleatória.
- Espacialmente, Z(xi) e Z(xi+h), que em geral não são independentes, e portanto, pode existir uma correlação entre esses pontos.

Vários são os tipos de fenômenos e propriedades podem ser representados utilizando as variáveis aleatórias regionalizadas, como por exemplo, a distribuição de permeabilidades, porosidades, variáveis econômicas, variáveis sociais, dentre outras.